# Status prawny związków osób tej samej płci w Europie
     Małżeństwa osób tej samej płci.
     Rejestrowane związki partnerskie.
     Konkubinaty.
     Konstytucja ogranicza małżeństwo do kobiety i mężczyzny.
     Związki jednopłciowe nieuznawane.

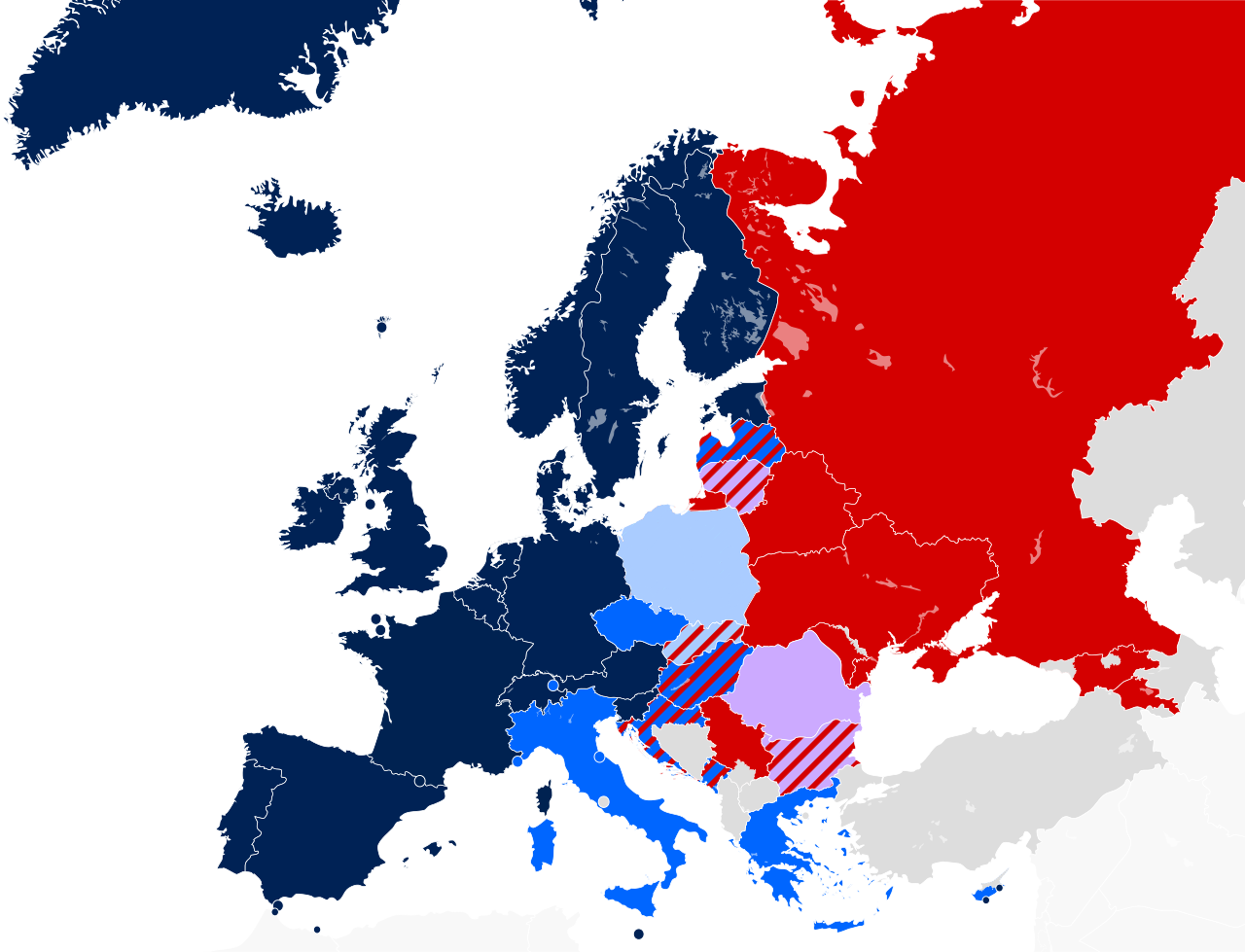
Związki par tej samej płci w Europie:
Małżeństwa osób tej samej płci.
Rejestrowane związki partnerskie.
Konkubinaty.
Konstytucja ogranicza małżeństwo do kobiety i mężczyzny.
Związki jednopłciowe nieuznawane.

29 z 50 państw oraz 7 z 9 terytoriów zależnych Europy uznaje niektóre rodzaje związków jednopłciowych, wśród nich większość państw Unii Europejskiej. 22 państwa: Andora, Austria, Belgia, Dania, Estonia, Finlandia, Francja, Grecja, Hiszpania, Holandia, Irlandia, Islandia, Liechtenstein, Luksemburg, Malta, Niemcy, Norwegia, Portugalia, Słowenia, Szwajcaria, Szwecja i Wielka Brytania uznaje małżeństwa osób tej samej płci. Kolejnych 20 krajów uznaje związki partnerskie lub nierejestrowane konkubinaty. San Marino dopuszcza jedynie imigrację partnera i wspólne mieszkanie. Obecnie kilka państw prowadzi debatę na temat wprowadzenia związków partnerskich lub małżeństw jednopłciowych.
Dane kraje ograniczają małżeństwo jako związek kobiety i mężczyzny: Białoruś, Bułgaria, Chorwacja, Czarnogóra, Litwa, Łotwa, Mołdawia, Polska, Serbia, Słowacja, Ukraina i Węgry.
Chorwacja, Czarnogóra, Łotwa i Węgry uznają jednak związki partnerskie osób tej samej płci.
Europejski Trybunał Praw Człowieka zobowiązuje kraje Rady Europy do prawnego uznawania związków osób tej samej płci oraz do uznania małżeństw osób tej samej płci zawartych w krajach, gdzie są one uznawane.

## Prawo
Wyroki Europejskiego Trybunału Praw Człowieka nakładają na kraje Rady Europy obowiązek:
- nadania uznania prawnego związkom osób tej samej płci (Oliari i inni przeciw Włochom)[1],
- transkrypcji i uznania aktów małżeństwa zawartych za granicą, nawet wtedy, kiedy w prawie krajowym małżeństwo byłoby ograniczane do formy heteroseksualnej (Orlandi i inni przeciw Włochom)[2].

## Obecna sytuacja

### Małżeństwo
|    | Państwo                                               | prawo weszło w życie | uwagi |
| -- | ----------------------------------------------------- | -------------------- | --- |
| 1  | Holandia                                              | 1 kwietnia 2001      | - Początkowo prawo obowiązywało tylko w europejskiej części Holandii. - Od 10 czerwca 2012 prawo obowiązuje również w Sabie, Bonaire i Sint Eustatius. - Aruba, Curaçao i Sint Maarten uznają małżeństwa zawarte na pozostałych terytoriach Holandii, ale ich nie udzielają. |
| 2  | Belgia                                                | 1 czerwca 2003       | |
| 3  | Hiszpania                                             | 3 lipca 2005         | |
| 4  | Norwegia                                              | 1 stycznia 2009      | - Związki partnerskie, które zostały wprowadzone w 1993, zostały zastąpione małżeństwami. |
| 5  | Szwecja                                               | 1 maja 2009          | - Związki partnerskie, które zostały wprowadzone w 1995, zostały zastąpione małżeństwami. |
| 6  | Portugalia                                            | 5 czerwca 2010       | |
| 7  | Islandia                                              | 27 czerwca 2010      | - Związki partnerskie, które zostały wprowadzone w 1996, zostały zastąpione małżeństwami. |
| 8  | Dania                                                 | 15 czerwca 2012      | - Początkowo prawo obowiązywało tylko w Danii właściwej. - Od 1 kwietnia 2016 prawo obowiązuje również w Grenlandii. - Prawo nie dotyczy Wysp Owczych. - Związki partnerskie, które zostały wprowadzone w 1989, zostały zastąpione małżeństwami.                             |
| 9  | Francja                                               | 18 maja 2013         | |
| 10 | Wielka Brytania                                       | 13 marca 2014        | - Prawo to dotyczy Anglii oraz Walii. - W Szkocji oddzielne prawo weszło w życie w 16 grudnia 2014 roku. - W Irlandii Północnej oddzielne prawo weszło w życie w 13 stycznia 2020 roku.                                                                                      |
| 11 | Akrotiri i Dhekelia (Brytyjskie terytorium zamorskie) | 3 czerwca 2014       | |
| 12 | Luksemburg                                            | 1 stycznia 2015      | - Związki partnerskie zostały wprowadzone w 2004. |
| 13 | Irlandia                                              | 16 listopada 2015    | - Związki partnerskie, które zostały wprowadzone w 2011, zostały zastąpione małżeństwami. |
| 14 | Wyspa Man (Dependencja Korony brytyjskiej)            | 22 lipca 2016        | - Związki partnerskie zostały wprowadzone w 2011. |
| 15 | Gibraltar (Brytyjskie terytorium zamorskie)           | 15 grudnia 2016      | - Związki partnerskie zostały wprowadzone w 2014. |
| 16 | Finlandia                                             | 1 marca 2017         | - Związki partnerskie zostały wprowadzone w 2002, zostały zastąpione małżeństwami. |
| 17 | Guernsey (Dependencja Korony brytyjskiej)             | 2 maja 2017          | - Prawo nie dotyczy całego baliwatu, jedynie wyspy Guernsey. |
| 18 | Wyspy Owcze (Terytorium zależne Danii)                | 1 lipca 2017         | |
| 19 | Malta                                                 | 1 września 2017      | - Związki partnerskie zostały wprowadzone w 2014. |
| 20 | Niemcy                                                | 1 października 2017  | - Związki partnerskie zostały wprowadzone w 2001, zostały zastąpione małżeństwami. |
| 21 | Austria                                               | 1 stycznia 2019      | - Związki partnerskie zostały wprowadzone w 2010. |
| 22 | Szwajcaria                                            | 1 lipca 2022         | - Związki partnerskie zostały wprowadzone w 2007. |
| 23 | Słowenia                                              | 9 lipca 2022         | - Związki partnerskie zostały wprowadzone w 2006. |
| 24 | Andora                                                | 17 lutego 2023       | - „Stabilny związek” został wprowadzony w 2005. |
| 25 | Estonia                                               | 1 stycznia 2024      | - Związki partnerskie zostały wprowadzone w 2016. |
| 26 | Grecja                                                | 15 lutego 2024       | - Związki partnerskie zostały wprowadzone w 2015. |
| 27 | Liechtenstein                                         | 1 stycznia 2025      | - Związki partnerskie zostały wprowadzone w 2011. |

### Związek partnerski
|    | Jurysdykcja                                 | prawo weszło w życie | uwagi |
| -- | ------------------------------------------- | -------------------- | --- |
| 1  | Holandia                                    | 1 stycznia 1998      | - „Rejestrowany związek partnerski” - Początkowo prawo dotyczyło jedynie Europejskiej Holandii. - 10 października 2012 prawo zostało rozszerzone na Sabę, Bonaire i Sint Eustatius. |
| 2  | Francja                                     | 15 listopada 1999    | - „Obywatelska umowa solidarności” - Prawo nie dotyczy Polinezji Francuskiej. - Do 2009 roku prawo wykluczało Nową Kaledonię oraz Wallis i Futuna.                                  |
| 3  | Belgia                                      | 1 stycznia 2000      | - „Ustawowe wspólne pożycie” |
| 4  | Luksemburg                                  | 1 listopada 2004     | - „Związek partnerski” |
| 5  | Andora                                      | 23 marca 2005        | - „Stabilny związek” |
| 6  | Wielka Brytania                             | 5 grudnia 2005       | - „Cywilny związek partnerski” |
| 7  | Czechy                                      | 1 lipca 2006         | - „Rejestrowany związek partnerski” |
| 8  | Słowenia                                    | 23 lipca 2006        | - „Rejestrowany związek partnerski” |
| 9  | Szwajcaria                                  | 1 stycznia 2007      | - „Rejestrowany związek partnerski” |
| 10 | Węgry                                       | 1 lipca 2009         | - „Rejestrowany związek partnerski” |
| 11 | Austria                                     | 1 stycznia 2010      | - „Rejestrowany związek partnerski” |
| 12 | Wyspa Man (Dependencja Korony brytyjskiej)  | 6 kwietnia 2011      | - „Cywilny związek partnerski” |
| 13 | Liechtenstein                               | 1 września 2011      | - „Rejestrowany związek partnerski” |
| 14 | Jersey (Dependencja Korony brytyjskiej)     | 2 kwietnia 2012      | - „Cywilny związek partnerski” |
| 15 | Gibraltar (Brytyjskie terytorium zamorskie) | 28 marca 2014        | - „Cywilny związek partnerski” |
| 16 | Malta                                       | 14 kwietnia 2014     | - „Związek cywilny” |
| 17 | Chorwacja                                   | 5 sierpnia 2014      | - „Związek partnerski” |
| 18 | Andora                                      | 25 grudnia 2014      | - „Związek cywilny” |
| 19 | Cypr                                        | 9 grudnia 2015       | - „Umowa o wspólnym pożyciu” |
| 20 | Grecja                                      | 24 grudnia 2015      | - „Umowa o wspólnym pożyciu” |
| 21 | Estonia                                     | 1 stycznia 2016      | - „Umowa o wspólnym pożyciu” |
| 22 | Włochy                                      | 5 czerwca 2016       | - „Związek cywilny” |
| 23 | San Marino                                  | 11 lutego 2019       | - „Związek cywilny” |
| 24 | Monako                                      | 27 czerwca 2020      | - „Umowa o wspólnym pożyciu” |
| 25 | Czarnogóra                                  | 15 czerwca 2021      | - „Związek partnerski” |
| 26 | Łotwa                                       | 1 lipca 2024         | - „Związek partnerski” |

## Przyszłość związków jednopłciowych

### Małżeństwo
Szwajcaria: Opozycyjna Liberalna Partia Zielonych zgłosiła projekt ustawy do Rady Narodowej 5 grudnia 2013.
Włochy: 2 projekty ustaw zostały zgłoszone do Senatu 15 marca 2013. Trzeci projekt został zgłoszony 5 kwietnia 2013. 18 czerwca 2013 kilka komisji rozpoczęło sprawdzanie tych projektów.

### Związek partnerski
Litwa: 30 maja 2017, parlament zaaprobował propozycję zmiany Kodeksu Cywilnego. 46 głosami za, 6 przeciw i z 7 wstrzymującymi się od głosu propozycję skierowano do dalszych konsultacji.
 Słowacja: 11 grudnia 2017, po spotkaniu z przedstawicielami Iniciatíva Inakosť, prezydent Andrej Kiska zaapelował o podjęcie debaty nad prawami par osób te samej płci. Partia Wolność i Solidarność wyraziła gotowość wprowadzenia związków partnerskich tego samego dnia.
 Polska: 27 grudnia 2023 premier Polski, Donald Tusk podczas konferencji prasowej zapowiedział, że nad pracami o ustawie wprowadzającej w Polsce związki partnerskie będzie czuwała ministra ds. równości Katarzyna Kotula. Stwierdził, że jest to kwestia tygodni, nie miesięcy.

## Opinia publiczna
Poparcie dla małżeństw jednopłciowych wśród państw członkowskich Unii Europejskiej według badania z 2006 roku było największe w Holandii (82%), Szwecji (71%), Danii (69%), Hiszpanii (66%), Belgii (65%), Luksemburgu (58%), Finlandii (54%), Niemczech (52%) i Czechach (52%). Według innych badań również poparcie we Francji wynosiło od 54% do 65%, w Wielkiej Brytanii 61%.
Po przyjęciu prawa pozwalającego na zawieranie małżeństw pomiędzy osobami tej samej płci – w Portugalii w styczniu 2010 52% Portugalczyków opowiedziało się za tym prawem. W roku 2008 58% Norwegów poparło ustawę o małżeństwie, która została przedstawiona w tym samym roku, a 31% było przeciwko. W styczniu 2013 54,1% włoskich badanych poparło ideę małżeństw jednopłciowych. W styczniu 2013 77,2% włoskich badanych było za prawnym uznaniem związków jednopłciowych.
W Irlandii badanie z 2008 roku wykazało, że 84% osób poparło wprowadzenie związków partnerskich dla par jednopłciowych (58% poparło wprowadzenie małżeństw), Podczas gdy według badania z 2010 roku 67% poparło małżeństwa jednopłciowe. W 2012 roku poparcie to wzrosło do 73%.
Według badania z marca 2013 przeprowadzonego przez Taloustutkimus 58% Finów poparło wprowadzenie małżeństw jednopłciowych.
W Chorwacji badanie przeprowadzone w czerwcu 2013 ujawniło, że według 55,3% Chorwatów małżeństwo powinno być konstytucyjnie zdefiniowane jako związek pomiędzy mężczyzną i kobietą, podczas gdy 31,1% nie zgodziło się z tym.
Dla porównania, poparcie jest najniższe w Bułgarii, Cyprze, Grecji, Łotwie, i Rumunii. Średni odsetek poparcia dla małżeństw jednopłciowych w Unii Europejskiej w roku 2006, gdy składała się z 25 państw członkowskich wynosił 44%. Poprzedni odsetek wynosił 53%. Zmiana ta nastąpiła z powodu przyłączenia się do Unii państw, w których odsetek osób popierających małżeństwa jednopłciowe jest mniejszy.